# El Bergantín
El Bergantín (en valenciano: El Carallot) es un islote rocoso mediterráneo, único destacable entre un grupo de diez rocas parte de las islas Columbretes, situados al suroeste de Columbrete Grande. Pertenece junto con el resto del archipiélago a Castellón de la Plana (España). Sus 32 m s. n. m. son los restos de una chimenea volcánica.
Su altitud es escasa, y prácticamente está bajo el mar, a excepción de su chimenea volcánica, que se eleva hasta una reducida altitud de 32 metros sobre el nivel del mar. 
Posee además dos islotes de muy reducidas dimensiones (Cerquero, Baleato y Churruca), de dimensiones muy reducidas, aparte de escollos (pedazos de roca), que se tienen que sortear al ir en embarcaciones.
Está protegido mediante las figuras de parque natural y Zona de especial protección para las aves (ZEPA).